# Chatte
Chatte település Franciaországban, Isère megyében. Lakosainak száma 2476 fő (2022. január 1.). Chatte Saint-Marcellin, Saint-Romans, Saint-Sauveur, La Sône, Chevrières, Saint-Appolinard, Saint-Bonnet-de-Chavagne, Saint-Hilaire-du-Rosier és Saint Antoine l’Abbaye községekkel határos.

## Népesség
A település népességének változása:
| Lakosok száma | 1737 | 2040 | 2347 | 2543 | 2456 | 2496 | 2512 | 2480 | 2461 | 2476 |
|               | 1968 | 1982 | 1990 | 2006 | 2013 | 2015 | 2017 | 2019 | 2020 | 2022 |

## Testvérvárosok
- Roncone, Olaszország, 1998 óta
- Rot am See, Németország, 2002 óta